# Route I/67 (Slovaquie)
Pour les articles homonymes, voir I67 et Route 67.
La I/67 (en slovaque : cesta I. triedy 67) est une route slovaque de première catégorie reliant la frontière hongroise à la frontière polonaise. Elle mesure 139,6 km.

## Tracé
- Hongrie 26
- Région de Banská Bystrica
  - Kráľ
  - Riečka
  - Štrkovec
  - Tornaľa
- Région de Košice
  - Rožňava
  - Betliar
  - Gemerská Poloma
  - Henckovce
  - Nižná Slaná
  - Gočovo
  - Vlachovo
  - Dobšiná
  - Stratená
- Région de Prešov
  - Vernár
  - Hranovnica
  - Poprad
  - Veľká Lomnica
  - Huncovce
  - Kežmarok
  - Spišská Belá
  - Ždiar
  - Tatranská Javorina
- Pologne 960